# Stanford White

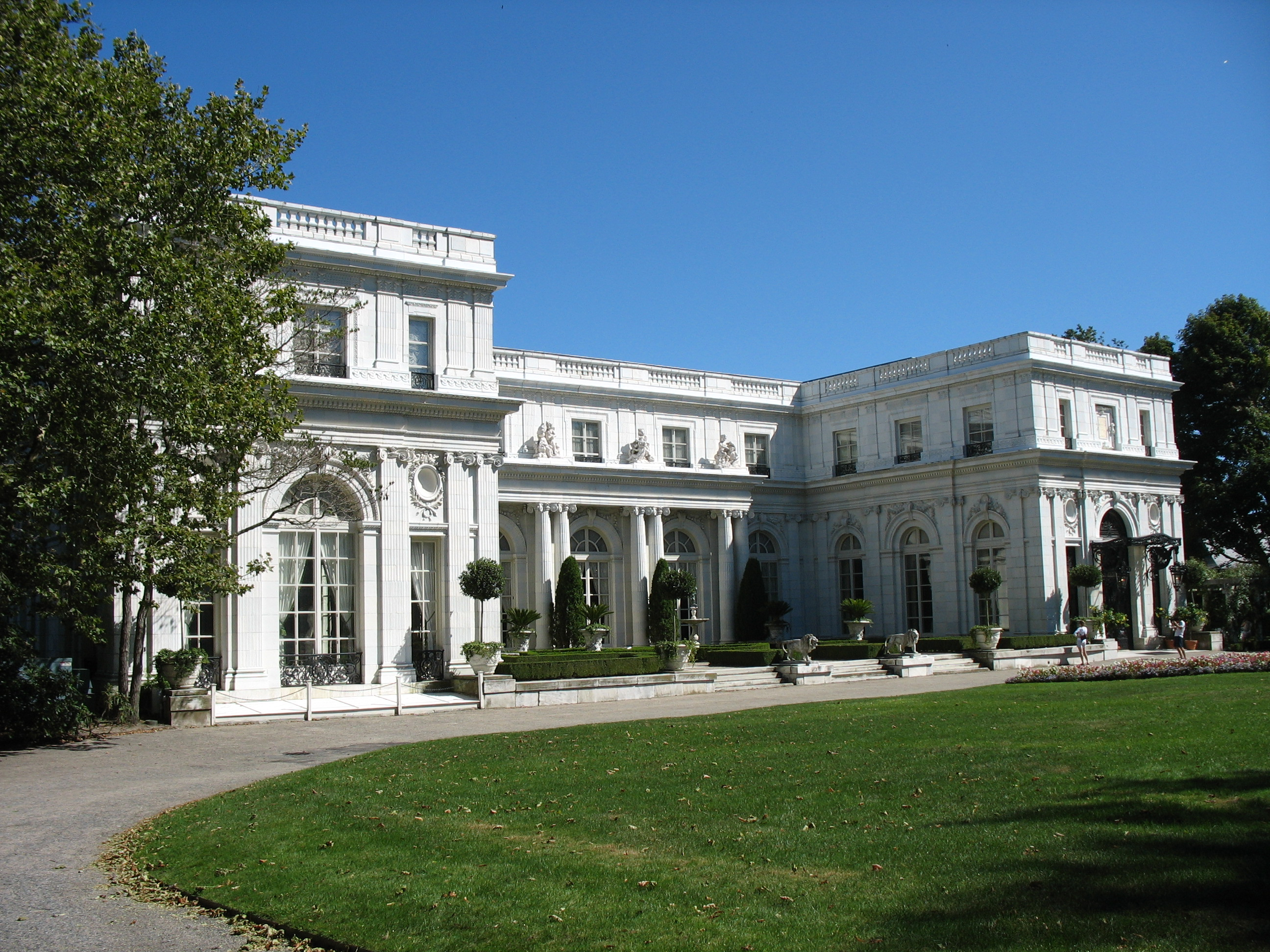
Rosecliff en Newport (Rhode Island)

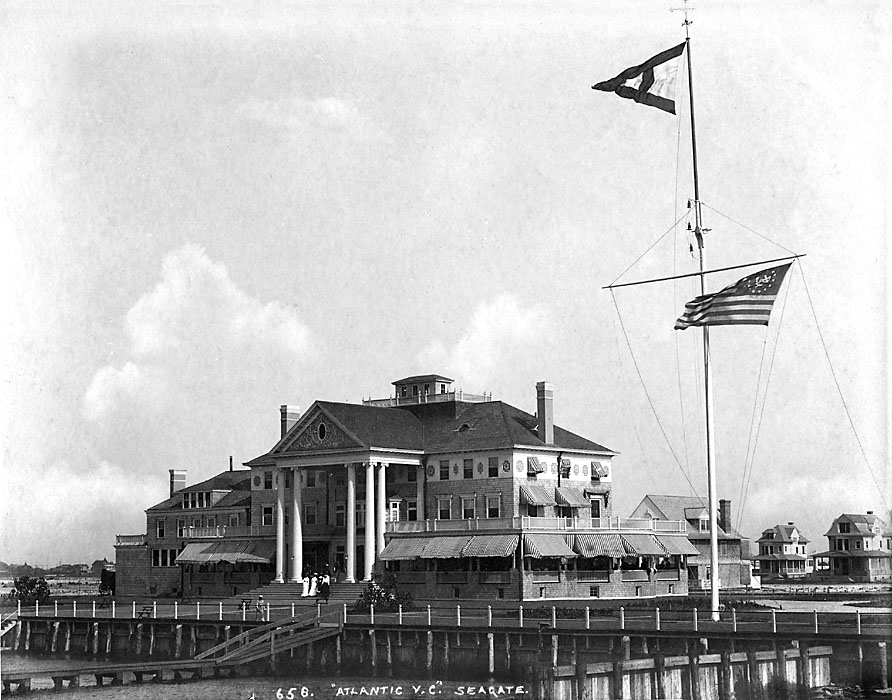
Clubhouse del Atlantic Yacht Club en Sea Gate (Brooklyn), en la década de 1890. Foto obra de John S. Johnston

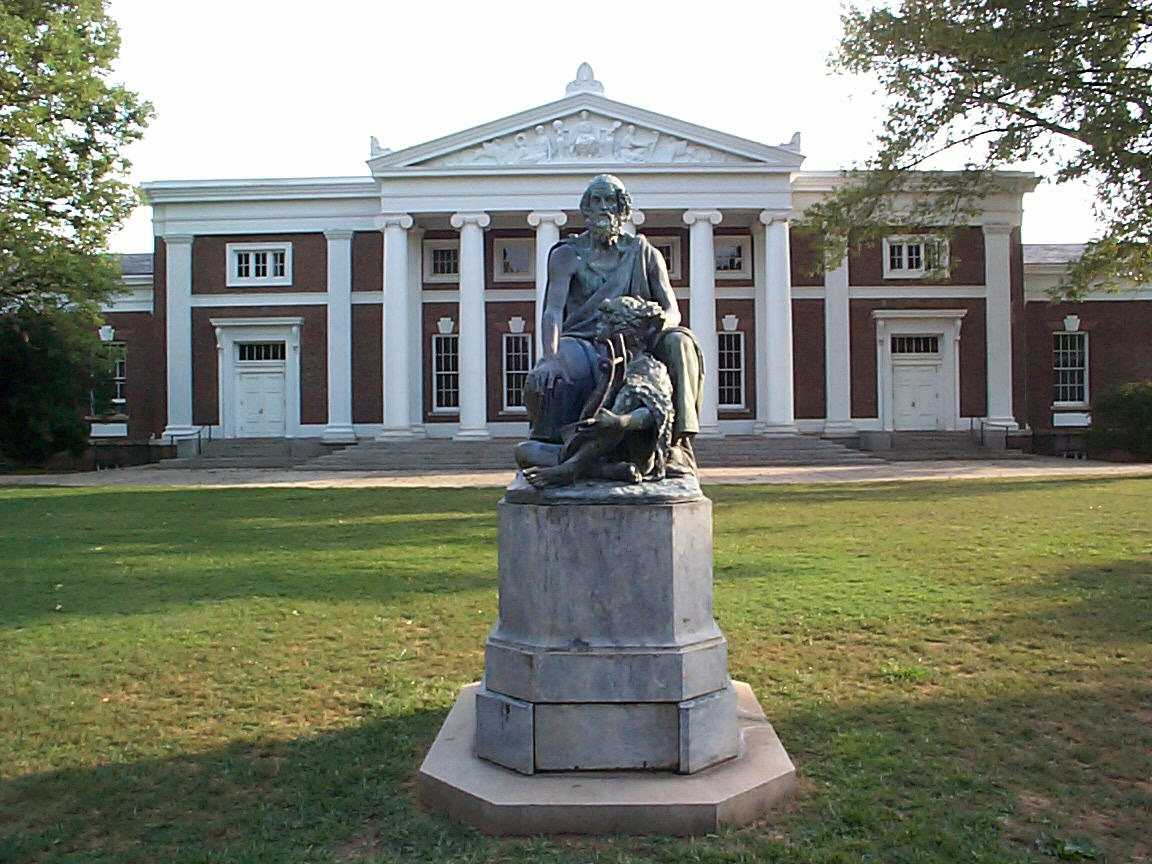
Old Cabell Hall en la Universidad de Virginia

Stanford White (9 de noviembre de 1853 - 25 de junio de 1906) fue un arquitecto estadounidense, socio cofundador del estudio de arquitectura McKim, Mead & White, pionero entre las firmas del estilo Beaux-Arts. 
Diseñó numerosas casas para clientes adinerados, así como diversos edificios públicos, institucionales y religiosos. Sus principios de diseño encarnan el "American Renaissance".
Murió en 1906, asesinado de tres disparos por el millonario Harry Kendall Thaw, demencialmente obsesionado con la anterior relación  de su esposa, la actriz Evelyn Nesbit, con White. El caso judicial subsiguiente fue calificado por la prensa sensacionalista de la época como "El Juicio del Siglo".

## Primeros años y formación
White nació en la ciudad de Nueva York, hijo del erudito shakesperiano Richard Grant White y de Alexina Black Mease (1830–1921). Su padre era un dandy anglófilo sin dinero, pero con muchas conexiones en el mundo del arte de Nueva York. Entre sus amistades figutaban el pintor John LaFarge, el diseñador Louis Comfort Tiffany y el Frederick Law Olmsted.
White no tuvo una formación arquitectónica formal; comenzó su carrera a la edad de 18 años como asistente principal de Henry Hobson Richardson, el mejor arquitecto estadounidense de la época y creador de un estilo reconocido hoy como "románico richardsoniano". Permaneció con Richardson durante seis años. En 1878, se embarcó hacia Europa, donde permaneció un año y medio, y cuando regresó a Nueva York en septiembre de 1879, se asoció con Charles Follen McKim y William Rutherford Mead para formar McKim, Mead & White. Todos los encargos diseñados por los arquitectos se consideraban trabajos colectivos de la firma, sin distinción individual entre cualquiera de sus arquitectos.
En 1884, White se casó con Bessie Springs Smith, de 22 años, que procedía de una familia socialmente destacada de Long Island. Sus antepasados fueron los primeros pobladores de la zona, hasta el punto de que el nombre de la localidad de Smithtown está tomado del apellido de sus antepasados. La residencia del matrimonio White, Box Hill, no solo era su hogar, sino que también sirvió de escaparate para ilustrar la lujosa estética del diseño que White ofrecía a posibles clientes adinerados. La pareja tuvo un hijo, Lawrence Grant White, nacido en 1887.

## McKim, Mead y White

### Proyectos comerciales y cívicos

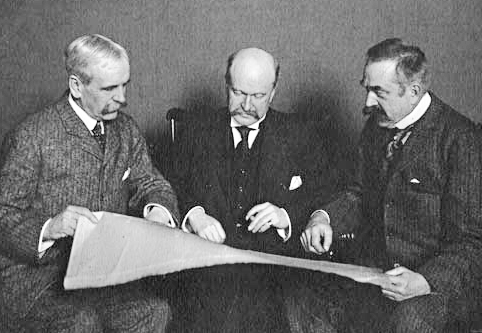
William Rutherford Mead, Charles Follen McKim y Stanford White

En 1889, White diseñó el arco de triunfo de Washington Square, que según el arquitecto Samuel G. White, es la estructura por la que debería ser recordado su bisabuelo. White fue el director de la celebración del Centenario de Washington y creó un arco triunfal temporal que se hizo tan popular que se recaudó dinero para construir una versión permanente.
En otra parte de la ciudad de Nueva York, diseñó las Villard Houses (1884); el segundo Madison Square Garden (1890, demolido en 1925); el Cable Building, la central eléctrica del teleférico en el 611 de Broadway (1893); el baldaquino (1888 a mediados de la década de 1890) y los altares de la Virgen Beata y St. Joseph (ambos terminados en 1905) en la Iglesia de San Pablo el Apóstol (Nueva York); el New York Herald Building (1894; demolido); la Central Eléctrica IRT en la 11th Avenue con la 58th Street; el Primer Bowery Savings Bank, en la intersección de Bowery y Grand Street (1894); la Iglesia Memorial Judson en la Plaza de Washington; el Century Club; y la Iglesia Presbiteriana de la plaza Madison, así como la Biblioteca Memorial Gould (1903), originalmente para la Universidad de Nueva York, actualmente en el campus del Colegio Comunitario del Bronx; y la ubicación del Salón de la Fama para Americanos Ilustres.
Fuera de la ciudad de Nueva York, White diseñó la Primera Iglesia Metodista Episcopal en Baltimore (1887), en la actualidad Iglesia Metodista de Lovely Lane. También diseñó el Cosmopolitan Building, un edificio de tres pisos neoclásico rematado por tres pequeñas cúpulas, en Irvington (Nueva York), construido en 1895 como la sede de la revista "revista Cosmopolitan". También diseñó los salones Cocke, Rouss y Old Cabell en el Universidad de Virginia, y reconstruyó la rotonda de la Universidad de Virginia en 1898, tres años después de que se quemara (su recreación se revirtió posteriormente al diseño original de Thomas Jefferson para el Bicentenario de los Estados Unidos en 1976). Además, diseñó la mansión Blair en el 7711 de la Eastern Ave. en Silver Spring (Maryland) (1880), que ahora se utiliza como almacén de violines. Fue el responsable de diseñar la Biblioteca Pública de Boston y el Hotel Buckminster de Boston, ambos todavía en pie. En 1902, diseñó la Casa de Carruajes de Benjamin Walworth Arnold en Albany, y colaboró en el desarrollo de la Wardenclyffe Tower de Nikola Tesla, su último diseño.
Al igual que su Arco de Washington Square sigue en pie (en Washington Square Park), también lo hacen muchos de los clubes que proyectó, que se convirtieron en puntos focales de la sociedad de Nueva York: los clubes Century, Colony, Harmonie, Lambs, Metropolitan y Players. Se dice que su diseño de la Casa del Club de Golf Shinnecock Hills es el más antiguo de América de un edificio de este tipo, y en la actualidad es un lugar emblemático del golf. Sin embargo, su casa club para el Atlantic Yacht Club, construida en 1894 con vistas a Gravesend Bay, se incendió en 1934. Las hijos de las familias de la alta sociedad neoyorquina también residían en un edificio diseñado por White, la Casa Capitular de St. Anthony Hall del Williams College, ahora ocupada por las oficinas de la universidad.

### Propiedades residenciales
En la división de proyectos dentro de la firma, White y sus socios recibieron innumerables encargos para construir residencias privadas. Dotado de una gran intuición para captar el carácter y las preferencias de sus clientes, su fluidez para visualizar en convincentes dibujos sus ideas le permitió ganarse la confianza de muchos de estos clientes, que no eran capaces de interpretar todos los matices de un plano de planta. Las casas de Long Island de White han sobrevivido bien, a pesar de la pérdida de Harbor Hill en 1947, originalmente una extensión de 688 acres (2,8 km²) en Roslyn. Estas residencias son de tres tipos, según sus ubicaciones: châteaux en Gold Coast; estructuras neocoloniales, especialmente aquellas en el vecindario de su propia casa en "Box Hill" en Smithtown (Nueva York) (la esposa de White era una Smith); y las casas de South Fork desde Southampton a Montauk (Nueva York). También diseñó el Kate Annette Wetherill Estate en 1895.
White fue el autor de una serie de otras mansiones de Nueva York, incluidas la casa Iselin de "All View" y "Four Chimneys" en New Rochelle (Nueva York). Así mismo, participó activamente en el diseño de casas rurales en Greenwich (Connecticut). Los ejemplos incluyen el Seaman-Brush House (1900), ahora el Stanton House Inn, un hotel "bed and breakfast". En el Hudson Valley de Nueva York, diseñó la Mansión Mills de 1896 en Staatsburg. Entre sus "cabañas" de Newport (Rhode Island), figura una en Rosecliff (para la Sra. Hermann Oelrichs, 1898–1902), donde adaptó el estilo del palacio del Gran Trianón proyectado por Mansart, pero proporcionando a esta casa (construida para dar recepciones, cenas y bailes) una planificación espacial fluida y llamativas vistas interiores muy bien logradas utilizando el recurso de  disponer elementos en enfilada. Sus casas de campo "informales", revestidas de mampostería, generalmente incluían corredores dobles para permitir la circulación separada de los propietarios y del servicio, de modo que un huésped nunca se topase con una lavandera con una canasta de ropa de cama. Las habitaciones estaban separadas de los pasillos por un vestidor forrado con armarios, de modo que una puerta interior y una exterior proporcionaban una privacidad inmejorable.
Una de las pocas residencias urbanas diseñadas por White que se conservan es la Mansión de Ross R. Winans, en el vecindario de Mount Vernon-Belvedere en Baltimore, posteriormente convertido en la  sede de Agora, Inc. Construida en 1882 para Ross R. Winans, heredero de Ross Winans, la mansión es un destacable ejemplo de la arquitectura neorrenacentista francesa. El inmueble se utilizó como escuela preparatoria para niñas, consultorio médico y funeraria, antes de ser adquirido por Agora Publishing. En 2005, Agora completó un proyecto de renovación que recibió un premio.
White disfrutó la misma vida que sus clientes, aunque no tan profusamente, y sabía cómo tenía que funcionar una casa: como un hotel de primera clase o como un teatro, dotado de un conjunto de referencias históricas apropiadas. Era un diseñador muy competente, listo para ocupar la portada de Scribner's Magazine o para diseñar un pedestal para la escultura de su amigo Augustus Saint-Gaudens. Extendió los límites de los servicios de arquitectura para incluir el diseño interior, tratar sobre arte y antigüedades, e incluso planificar y diseñar fiestas. Buscó pinturas, cerámica y tapices antiguos, y si no podía obtener las antigüedades adecuadas para sus interiores, era capaz de diseñar grandes lámparas de estilo neogeorgiano o una mesa de biblioteca de corte renacentista. Diseñó un tipo de marco denominado Stanford White, que todavía se utiliza para orlar pinturas. Extrovertido y sociable, poseía un gran círculo de amigos y conocidos, muchos de los cuales se convirtieron en clientes. Tuvo una gran influencia en el desarrollo del "estilo Shingle" de la década de 1880, en el estilo neocolonial, y en las cabañas de Newport por las que también es recordado.
Diseñó y decoró las mansiones de la Quinta Avenida para los Astor, los Vanderbilt (en 1905) y para otras familias de la alta sociedad.
Su Arco de Washington Square sigue en pie en Washington Square Park, al igual que muchos de sus clubes, que eran puntos focales de la sociedad de Nueva York: los clubes Century, Metropolitan, Players, Lambs, Colony y Harmonie. Su casa club para el Atlantic Yacht Club, construida en 1894 con vistas a Gravesend Bay, se incendió en 1934. Las familias de los hijos de la alta sociedad también residían en la Casa Capitular St. Anthony Hall proyectada por White para el Williams College (posteriormente ocupada por las oficinas de la universidad).

## Vida personal
White, un hombre alto y algo extravagante, con cabello y bigote pelirrojos, impresionaba por su ingenio, amabilidad y generosidad. Los periódicos lo describían con frecuencia como "magistral", "intenso", o "corpulento pero juvenil". Un coleccionista sofisticado de todo lo raro y costoso, especialmente obras de arte y antigüedades. Mantuvo un apartamento de varios pisos con una entrada trasera en la calle 24, en Manhattan. La casa tenía una habitación de color verde equipada con un columpio de terciopelo rojo, que colgaba del techo suspendido por cuerdas entrelazadas con hiedra. Existen informes contradictorios sobre si este columpio estaba en la torre "Giralda" del viejo Madison Square Garden, o en el edificio cercano del 22 de West 24th Street, pero las fuentes parecen coincidir en que el columpio era una característica del piso de la calle 24.
A partir de las evidencias contenidas en su correspondencia, incluidas las cartas de Augustus Saint-Gaudens a White, los biógrafos modernos han llegado a la conclusión de que White era, como mínimo, bisexual, y que la oficina de McKim, Mead & White era una parte muy importante de ese círculo social. Con respecto a esto, la nieta de White ha escrito que su padre (el hijo mayor del célebre arquitecto), era "inflexible en relación con su conocimiento de la naturaleza de su progenitor".

## Asesinato
La presencia de White en el teatro del jardín de la azotea del Madison Square Garden en la noche del 25 de junio de 1906, había sido una decisión improvisada. Originalmente había planeado estar en Filadelfia por negocios; pospuso el viaje cuando su hijo Lawrence hizo una visita inesperada a Nueva York. Acompañados por la figura de la sociedad de Nueva York James Clinch Smith, cenaron en Martin's, cerca del teatro, donde Harry Kendall Thaw y su esposa Evelyn Nesbit también cenaron. Al parecer Thaw vio a White allí.
La presentación teatral de esa noche fue el estreno de "Mam'zelle Champagne". Durante el final del programa, "I Could Love A Million Girls", Thaw se acercó a White, sacó una pistola, y a unos 50 cm de su objetivo, dijo: "Has arruinado a mi esposa", y le disparó tres tiros, dos veces en la cara y una vez en el hombro izquierdo, matándolo instantáneamente. Parte de la cara de White fue arrancada por los disparos, y el resto de sus rasgos habían quedado irreconocibles, ennegrecidos por la pólvora. La reacción inicial de la multitud no fue de alarma, ya que determinadas bromas muy elaboradas entre personajes del escalón superior de la sociedad de Nueva York eran comunes en aquella época. Sin embargo, cuando se hizo evidente que White estaba muerto, se produjo una reacción de histeria.
Thaw, un millonario de Pittsburgh con un historial de grave inestabilidad mental, era un marido celoso que veía a White como su rival. Cinco años antes, White había emborrachado y luego agredido sexualmente a una Nesbit inconsciente, cuando ella tenía 16 años y él 47. En los años siguientes, el arquitecto había permanecido como una potente presencia en la vida de Nesbit. Sin embargo, cuando fue asesinado, White hacía mucho que tenía otras amantes, y se conjetura que no estaba al tanto del larvado deseo de venganza de Thaw contra él. White consideraba a Thaw un bocazas de poca monta, lo categorizó como un payaso y, lo más revelador, lo llamó "pug de Pensilvania", una referencia a la cara de niño de Thaw. En realidad, Thaw admiraba y odiaba a la vez el estatus social de White. Y más importante aún, reconoció que compartían la misma pasión por estilos de vida similares. Sin embargo, a diferencia de Thaw, que tenía que operar en la sombra, White podía desarrollar sus relaciones sin censura y, aparentemente, con impunidad.
Lawrence Grant White, de diecinueve años, se sintió culpable después de que su padre fuera asesinado, culpándose a sí mismo por su muerte. "¡Ojalá hubiera ido [a Filadelfia]!" se lamentó. Años más tarde, escribiría con amargura: "En la noche del 25 de junio de 1906, mientras asistía a una actuación en el Madison Square Garden, Stanford White recibió un disparo desde atrás [de] un  degenerado enloquecido, cuya gran riqueza se utilizó para mancillar la memoria de su víctima durante la serie de notorios juicios que siguieron".
White fue enterrado en St. James (Nueva York).

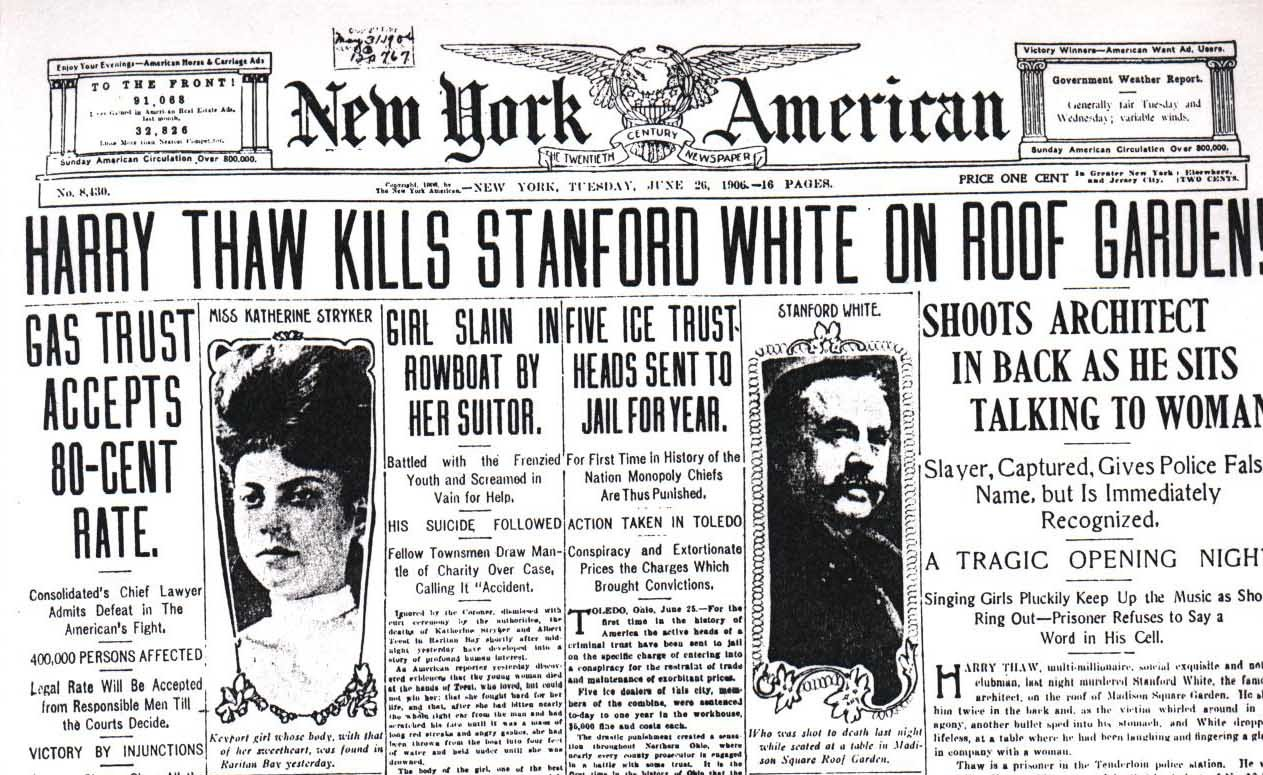
New York American del 26 de junio de 1906

### Cobertura en las noticias
Inmediatamente, la mañana siguiente al asesinato, la cobertura de noticias se volvió caótica, y avanzó con un impulso implacable. Los periódicos de William Randolph Hearst airearon en grandes titulares el asesinato, y los procesos legales que siguieron se conocieron como El Juicio del Siglo. El interés desenfrenado por el asesinato de White y sus protagonistas clave fue utilizado tanto por la defensa como por la fiscalía en el juicio para alimentar a los reporteros maleables con cualquier "primicia", intentando poner de su lado a la opinión pública.
Cualquier persona, lugar o evento que pudiera relacionarse aunque fuese lejanamente con el asesinato, fue tomado por reporteros y promocionado como material de interés periodístico. Los hechos eran escasos, pero los reportajes sensacionalistas abundaban en esta época, en pleno apogeo de la prensa amarilla. Los duros reporteros masculinos fueron reforzados por un contingente de contrapartidas femeninas, bautizadas como las "Sob Sisters", también conocidas como la "Patrulla de la Compasión". Su cometido era redactar artículos de interés humano, cargados de frases sentimentales y melodrama, elaborados para exaltar las emociones.
Ni siquiera White, tras su muerte, se salvó del frenesí de las informaciones sensacionalistas, que no solo le hacían reproches como persona, sino que también cuestionaban sus logros profesionales como arquitecto. El Evening Standard concluyó que era "más un artista que un arquitecto", afirmando que su trabajo hablaba de su "disoluta condición social". The Nation también fue crítico: "Adornó muchas mansiones estadounidenses con un saqueo irrelevante". La prensa amarilla usó un lenguaje denigrante para demonizar a White como "un sibarita del libertinaje, un hombre que abandonó las grandes empresas por los viciosos deleites".

### Defensas
Pocos amigos o asociados dieron un paso adelante para defender públicamente a White. Su amigo cercano, el escultor Augustus Saint-Gaudens, estaba gravemente enfermo y no podía hablar.
Richard Harding Davis, un popular corresponsal de guerra, se enojó con la prensa sensacionalista, que, según estaba convencido, había distorsionado los hechos. Un editorial, que apareció en "Vanity Fair", criticando a White y destrozando su reputación, llevó a Davis a escribir una refutación. El artículo apareció el 8 de agosto de 1906 en la revista Collier's:

Desde su muerte, White ha sido descrito como un sátiro. Responder a esto diciendo que fue un gran arquitecto no es responder en absoluto ... lo más importante es que fue un hombre muy bondadoso, considerado, gentil y varonil, que ya no podrá haber hecho las cosas que se le atribuyen, asegurando que podría haber asado a un bebé en un asador. Grande en mente y en cuerpo, era incapaz de la menor mezquindad. Admiró a una mujer hermosa como admiró cada otra cosa hermosa que Dios nos ha dado; y su deleite por cada una era tan agudo, tan infantil, como agradecido por cualquier otra.

### Autopsia
El informe de la autopsia hecho público por el testimonio del forense en el juicio de Thaw reveló que White estaba gravemente enfermo en el momento de su asesinato. De hecho, habría sucumbido en breve a cualquiera de las diversas enfermedades que sufrió: enfermedad de Bright (una dolencia renal degenerativa), tuberculosis incipiente y un deterioro grave del hígado.

## En la cultura popular
- The Girl in the Red Velvet Swing, una película de 1955 en la que Ray Milland interpretó a White[33]
- La novela de ficción histórica de 1975 Ragtime de E. L. Doctorow
  - La película de 1981 Ragtime, basada en la novela, en la que White fue interpretado por Norman Mailer, Thaw por Robert Joy y Nesbit por Elizabeth McGovern[34]
  - El musical Ragtime de 1996, basado en la novela.[35]
- "Demencia Americana" - un largo poema narrativo de Keith Maillard (1994, ISBN 9780921870289)
- "My Sweetheart's the Man in the Moon" (El Hombre en la Luna de mi Amor) una obra de Don Nigro (ISBN 9780573642388)[36]
- La fille coupée en deux ("La chica cortada en dos"), una película de 2007 de Claude Chabrol que se inspiró, en parte, en el escándalo Stanford White.[37]

## Galería

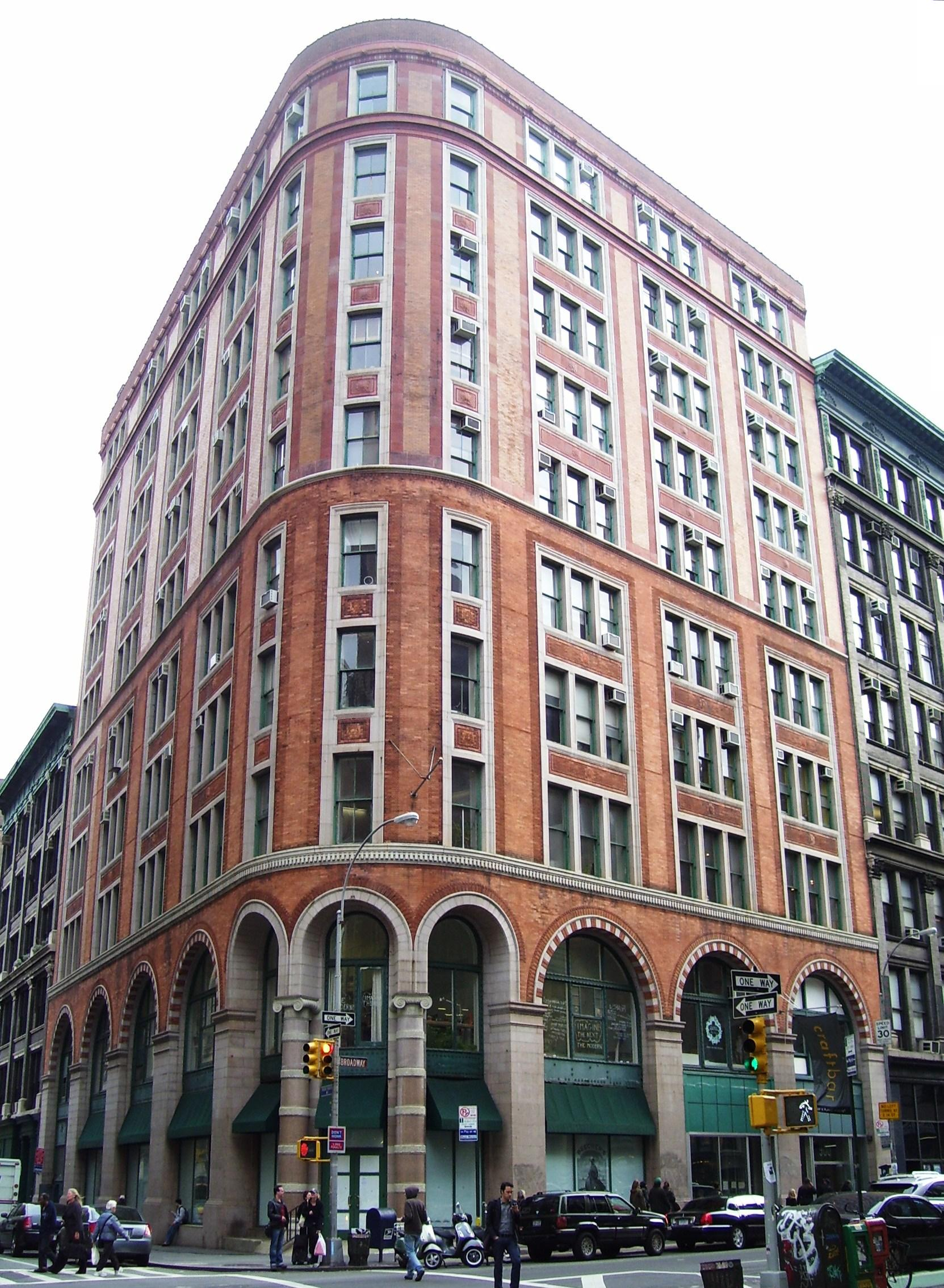
Edificio Goelet en el 900 de Broadway en la esquina de la East 20th Street, en el Distrito Flatiron de Manhattan, Nueva York.
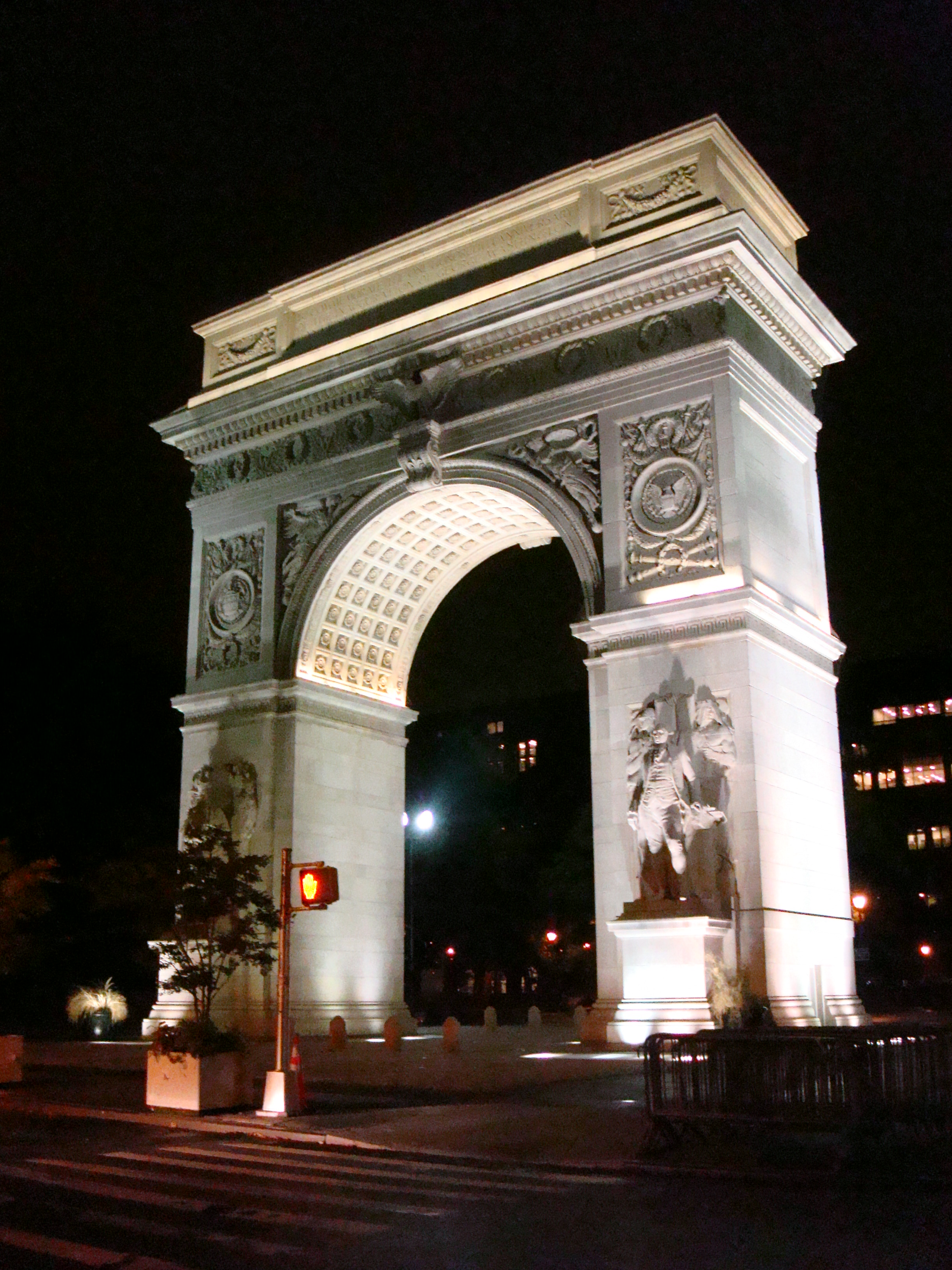
Arco de Washington Square
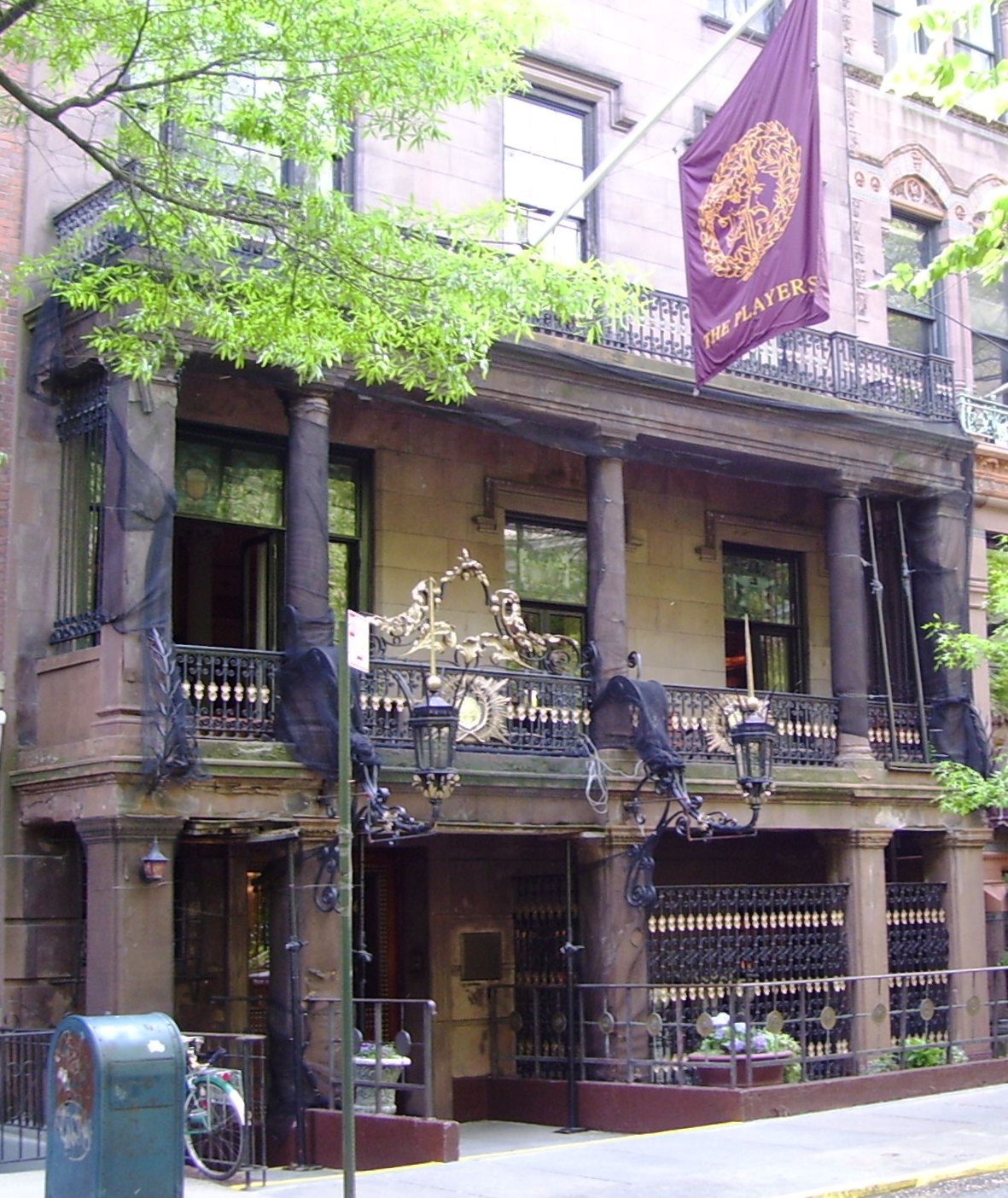
White renovó la mansión del 16 de Gramercy Park para el actor Edwin Booth para ser la sede del Players Club
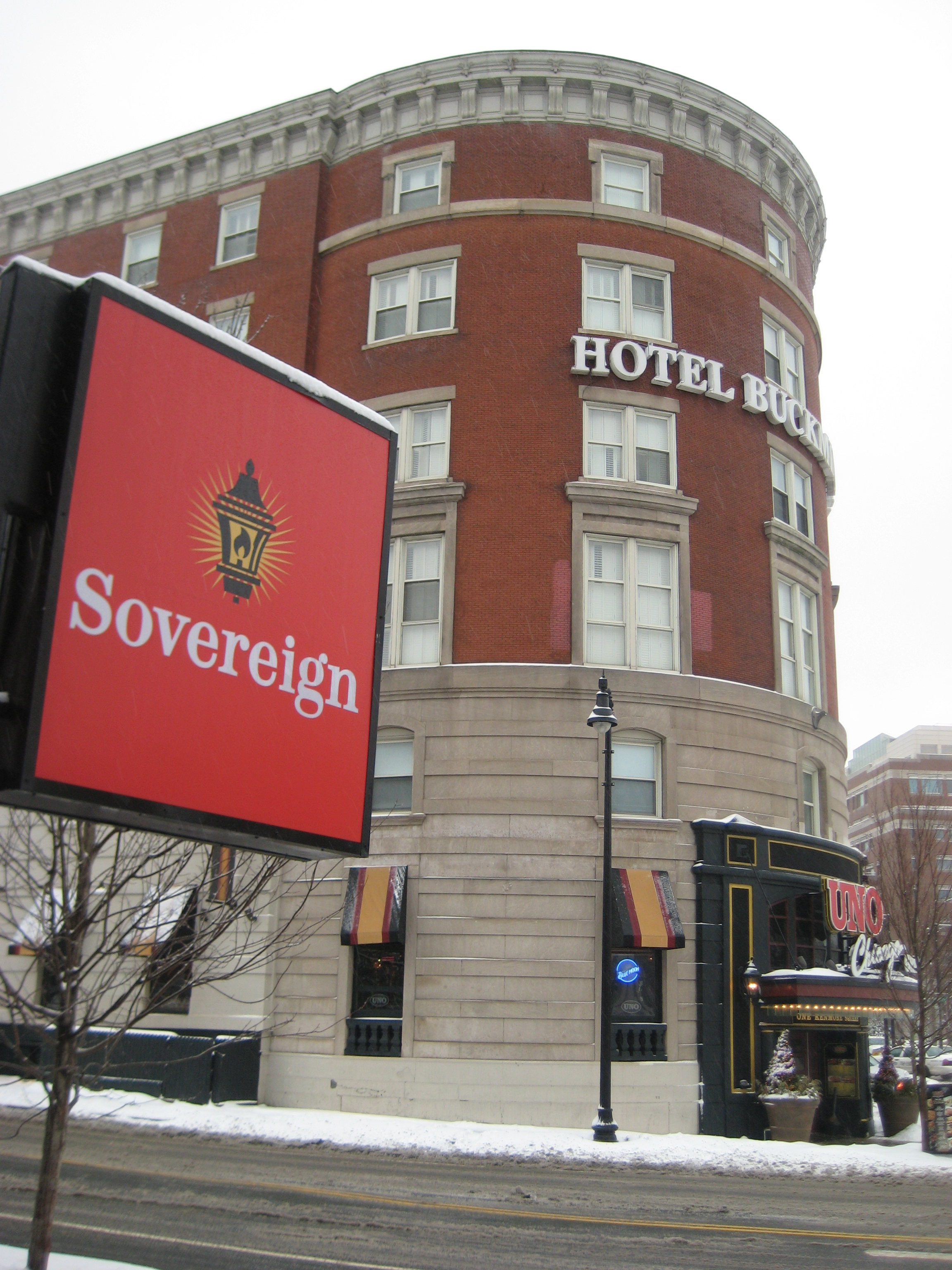
Boston Hotel Buckminster en Kenmore Square
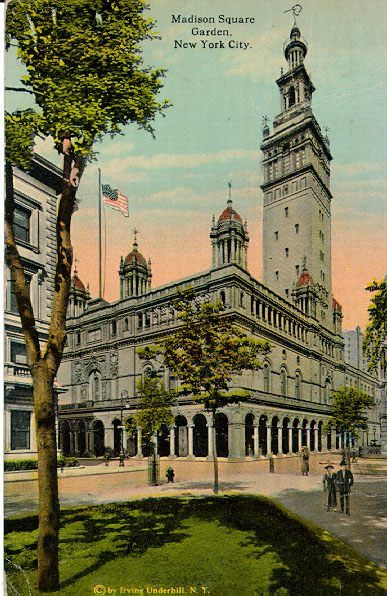
La segunda versión del Madison Square Garden fue diseñada por White

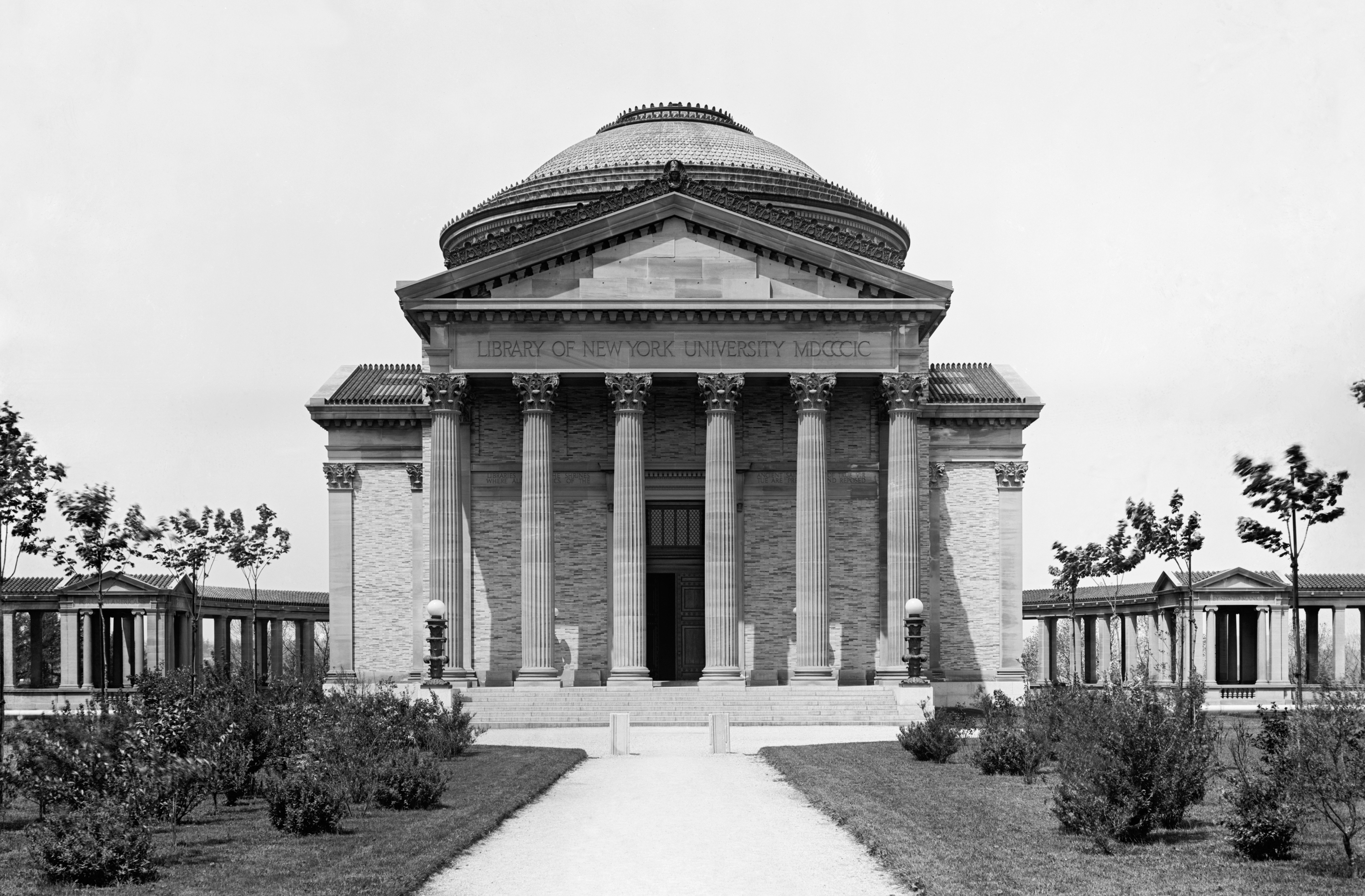
La biblioteca de la Universidad de Nueva York en el El Bronx
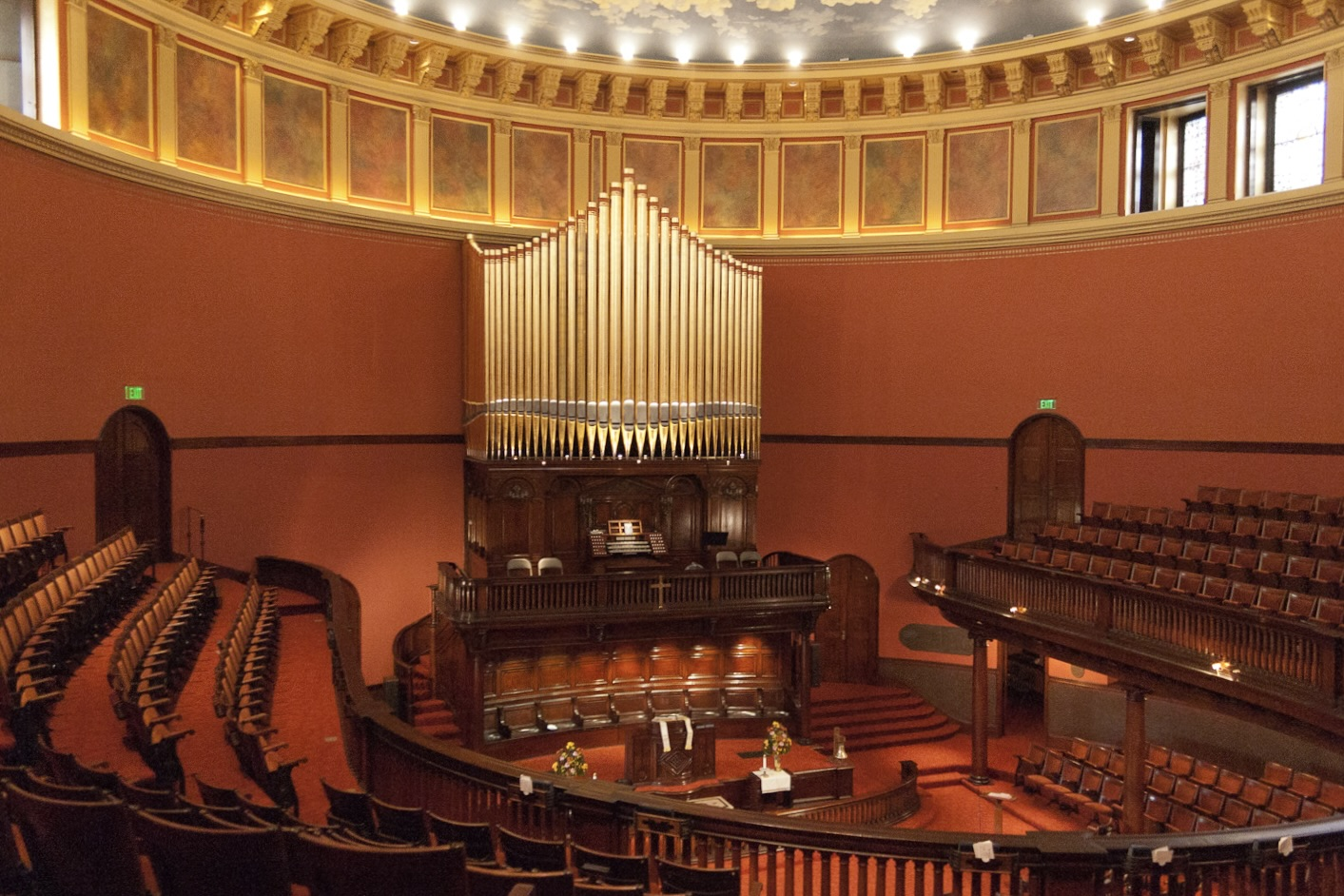
Interior de la Iglesia Metodista de Lovely Lane en Baltimore
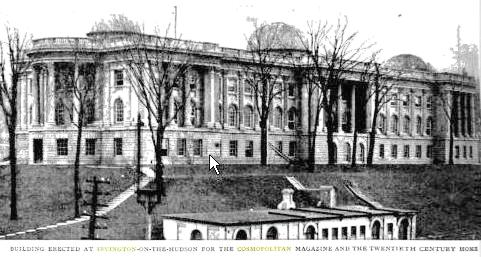
El edificio Cosmopolitan hacia 1900 (de un anuncio en la revista Cosmopolitan)
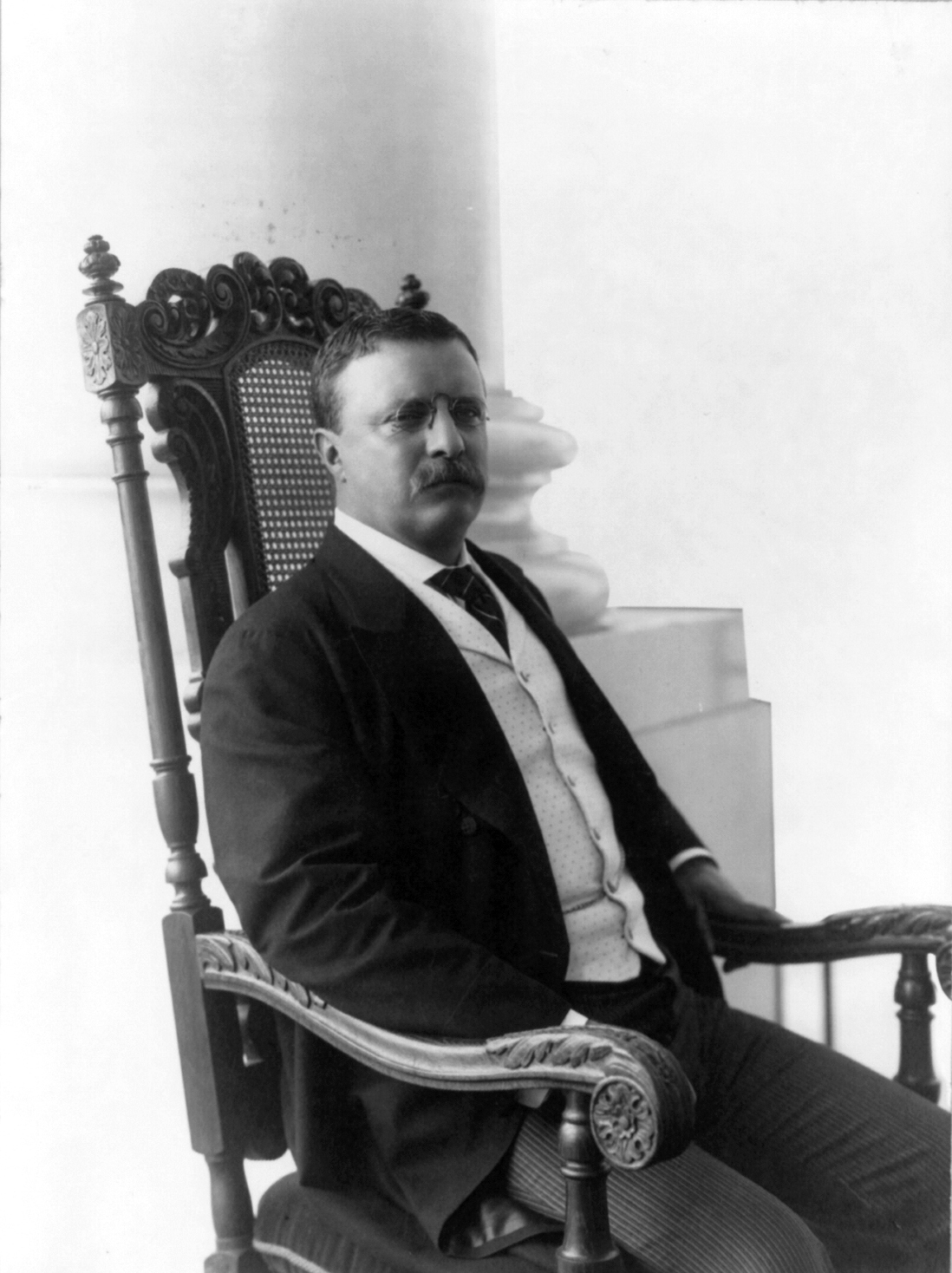
El Presidente Theodore Roosevelt sentado en una silla diseñada por White para el comedor de gala de la Casa Blanca, 1903.